# Панин, Пётр Иванович
Граф Пётр Ива́нович Па́нин (1721, Вязовна, Калужская провинция — 15 [26] апреля 1789, Москва) — генерал-аншеф и сенатор из рода Паниных, младший брат Никиты Ивановича Панина, воспитателя цесаревича Павла Петровича, шурин дипломатов Ивана Ивановича Неплюева и Александра Борисовича Куракина. Покрыл себя славой в сражениях Семилетней войны, а в последовавшей следом войне с турками взял Бендерскую крепость. Затем командовал подавлением Пугачёвского восстания и пленением самого Пугачёва. Владелец и благоустроитель имений Михалково и Дугино.

## Военная карьера
Военную службу начал в 1736 году солдатом в лейб-гвардии Измайловском полку, в том же году был произведён в офицеры и отправлен к армии Б. Миниха, действовавшей против Крымского ханства. С ней в кампанию 1736 года он участвовал во взятии Перекопа и Бахчисарая; затем служил под начальством фельдмаршала Ласси, действовавшего против шведов, и к началу Семилетней войны был уже генерал-майором.
Особенно отличился в боях при Гросс-Егерсдорфе и Цорндорфе. 29 августа 1757 года награждён Орденом Святого Александра Невского. За победу при Кунерсдорфе возведён в чин генерал-поручика. В 1760 году участвовал, вместе с Захаром Григорьевичем Чернышёвым, Готтлобом Куртом Генрихом Тотлебеном и Францем Морицем фон Ласси, в занятии Берлина (где отличился, разгромив совместно с казаками Краснощёкова и Туроверова, арьергард корпуса фон Гюльзена), управлял Восточной Пруссией в звании кёнигсбергского генерал-губернатора и начальствовал русскими сухопутными и морскими силами в Померании и Голштинии.

## На службе Екатерины II
По вступлении на престол Екатерины II (1762) Пётр Иванович Панин был пожалован в генерал-аншефы и назначен сенатором и членом совета; 1 января 1767 года награждён Орденом Святого апостола Андрея Первозванного; 22 сентября 1767 года возведён в графское достоинство. 

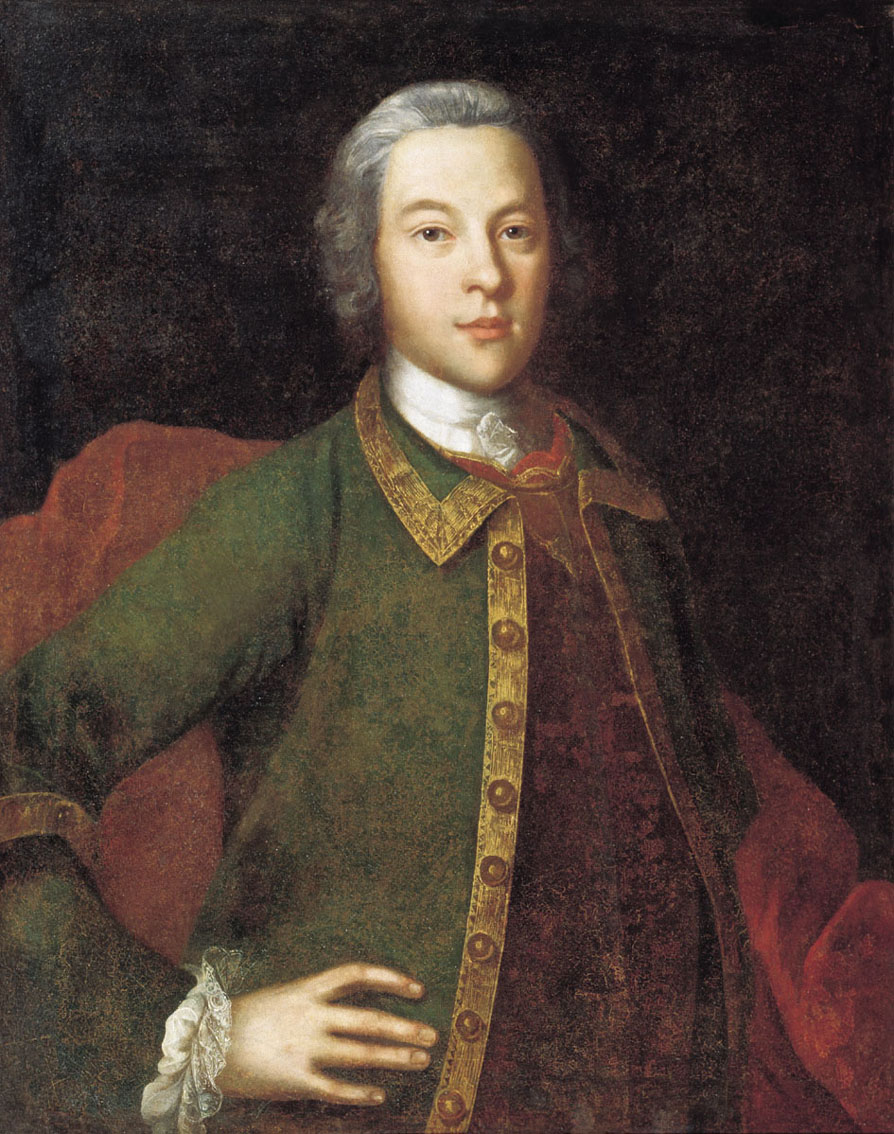
Панин в 21 год. Худ. Иван Яковлевич Вишняков

В 1769 году ему вверено было начальство над 2-й армией, действовавшей против турок. Разбив неприятеля около Бендер, он расположил свои войска на зимних квартирах между Бугом и Азовским морем, чем воспрепятствовал крымским татарам производить набеги на южные пределы России. В 1770 году им покорены были Бендеры. Во время осады Бендерской крепости он успел переговорами склонить татар буджакских, белгородских и едисанских признать над собой власть России; затем содействовал ускорению сдачи крепости Аккерман.
8 октября 1770 года Панин был награждён Орденом Святого Георгия I степени, но вместе с тем известие о победе императрица приняла довольно сухо, так как была недовольна большими потерями (до 6000 жизней) и превращением города в развалины. Живя не у дел в Москве и считая себя обиженным, Панин «критиковал всё и всех» и этими «болтаниями» возбудил к себе ненависть самолюбивой Екатерины, которая стала называть его «первым вралем и себе персональным оскорбителем»; над ним был даже учреждён «присмотр надежных людей».
Восстание Пугачёва (1773—1775) снова позволило Панину вновь получить командование — после смерти Александра Ильича Бибикова в 1774 году императрица с учётом огромного влияния группировки Паниных была вынуждена поручить ему начальство над всеми войсками против Пугачёва и над губерниями Казанской, Оренбургской и Нижегородской. Среди восставших распространился слух, будто Панин как «брат дядькин его императорского высочества», едет «встречать с хлебом-солью государя» Петра Фёдоровича, за которого выдавал себя предводитель восстания. Вскоре после назначения Панина армия Пугачёва была разбита корпусом Ивана Ивановича Михельсона, а сам Пугачёв пленён. Панин показал себя как свирепый каратель, но в то же время обратил особое внимание на устройство разорённых губерний, на ослабление возникшего голода и вообще на беспорядки в управлении: неспособность и бездеятельность администрации, лихоимство и пр.
За усмирение мятежа граф Панин получил похвальную грамоту, золотую шпагу с бриллиантами, алмазные знаки к ордену Андрея Первозванного и 60 тысяч рублей «на поправление экономии».

## Жизнь в отставке

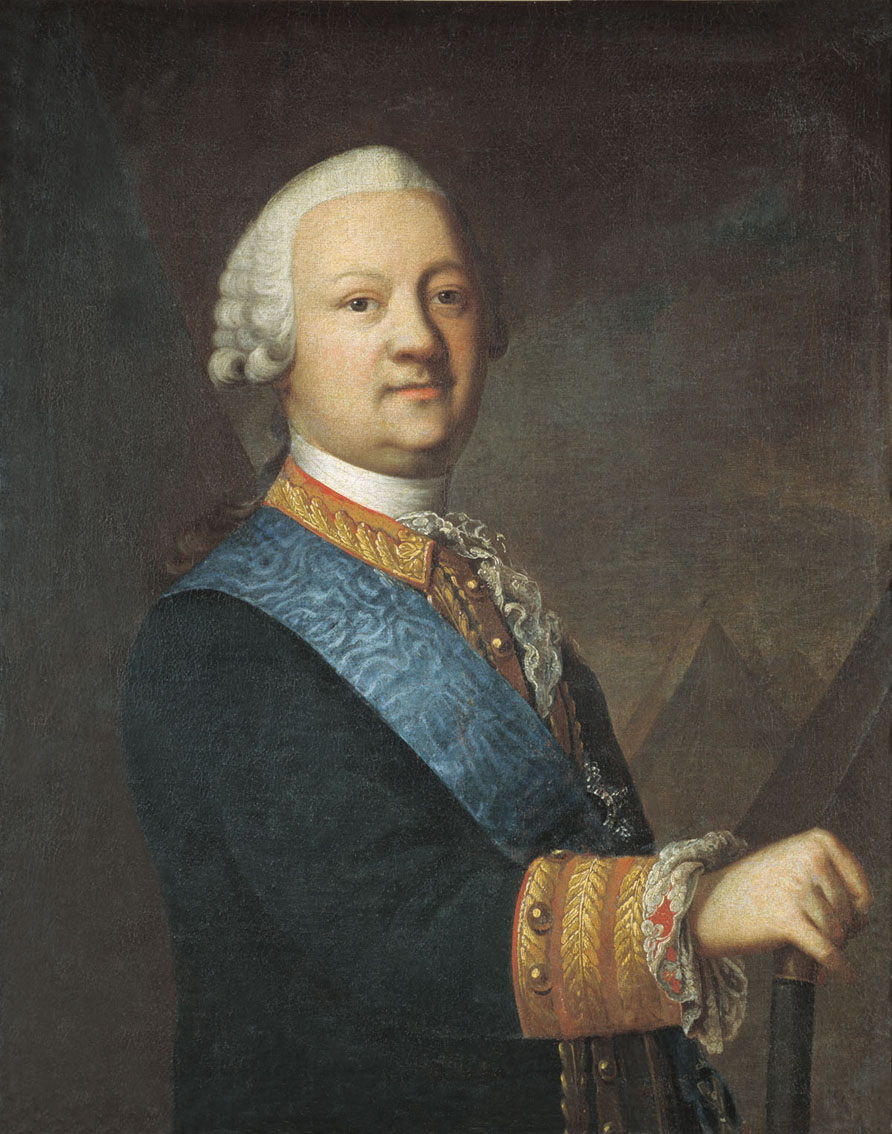
Панин в 1760-е годы. Худ. Григорий Сердюков

С осени 1775 года П. И. Панин, страдая всё более и более от болезней, уже не принимал непосредственного участия в государственных делах. В 1778 году ему было предложено звание почётного благотворителя С.-Петербургского Воспитательного дома, но он отказался от этой чести, приводя при этом следующее объяснение: «дряхлость, продолжающаяся более тридцати лет, принудила меня просить увольнения из всех званий службы Её Величества и моего отечества». Тем не менее Панин снова считал себя обиженным вследствие устранения его от государственной службы, на которую его если и призывали, то лишь в такие исключительные моменты, когда без него не могли обойтись и когда даже его враги не могли этому воспрепятствовать.

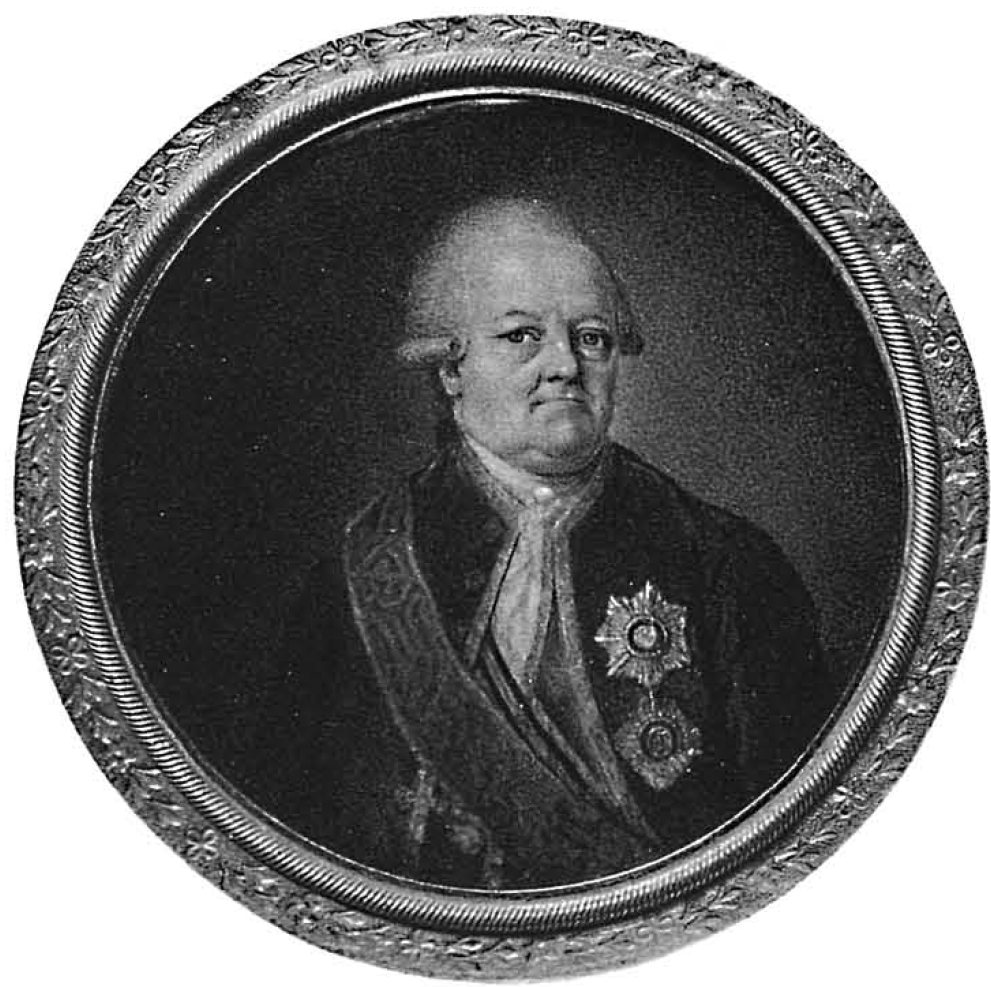
Граф П. И. Панин

Разговоры Панина с наследником цесаревичем о способностях русского народа и о военном деле приведены в дневнике Порошина. По словам мемуариста, «все эти разговоры такого рода были и столь основательными наполнены рассуждениями, что я внутренне радовался, что в присутствии Его Высочества текло остроумие и обширное знание». Хотя и принадлежал к партии недовольных, граф Панин не принимал активного участия ни в борьбе придворных сфер, ни в противодействии делам императрицы.
В начале 1789 года Пётр Иванович, уступая просьбам своего сына Никиты, полюбившего Софью Владимировну Орлову, заставил себя забыть прежнюю вражду к Орловым и сделал предложение от имени сына Софии Владимировне; но отцу не было суждено дожить до свадьбы сына. Пётр Иванович скончался скоропостижно в Москве 15 апреля 1789 года. Когда П. И. Панин скончался, великий князь Павел Петрович и его супруга были очень опечалены его смертью и выразили своё участие в письмах к Никите Петровичу; императрица же, по отзыву современников, отнеслась к известию об этой смерти «равнодушно».

## Имения
Братья Никита и Пётр Ивановичи Панины наследовали от отца 400 душ. Императрица Елизавета Петровна наградила их значительными поместьями. Затем П. И. Панин получал также поместья и значительные денежные награды в царствование императрицы Екатерины II. Однако содержание семьи вызывало большие расходы, а иногда и долги. Невзирая на эти затруднения, Пётр Иванович был всегда строго бескорыстен. Так, он отказался от седьмой доли наследства (из 2000 душ) после смерти первой жены в пользу её родных и возвратил подаренные ему Матюшкиным имения (3000 душ) обойдённой последним его внучке.
В письмах к брату Пётр Панин сетовал, что не было у них парадной резиденции, как у других екатерининских вельмож: надоело (пишет он) «каждое лето скитатца из одолжения себя по чужим домам, а ожидать собственной выстройки наступившая уже старость отнимает надежду». Тем не менее после увольнения со службы он принялся за устройство подмосковной усадьбы Михалково, а в 1783 году, унаследовав после брата имение Дугино Смоленской губернии, переехал с семьёй туда. Согласно воле, выраженной П. И. Паниным ещё при жизни, он был похоронен в выстроенной в Дугине вотчинной церкви (не сохранилась).

## Личные качества и семья

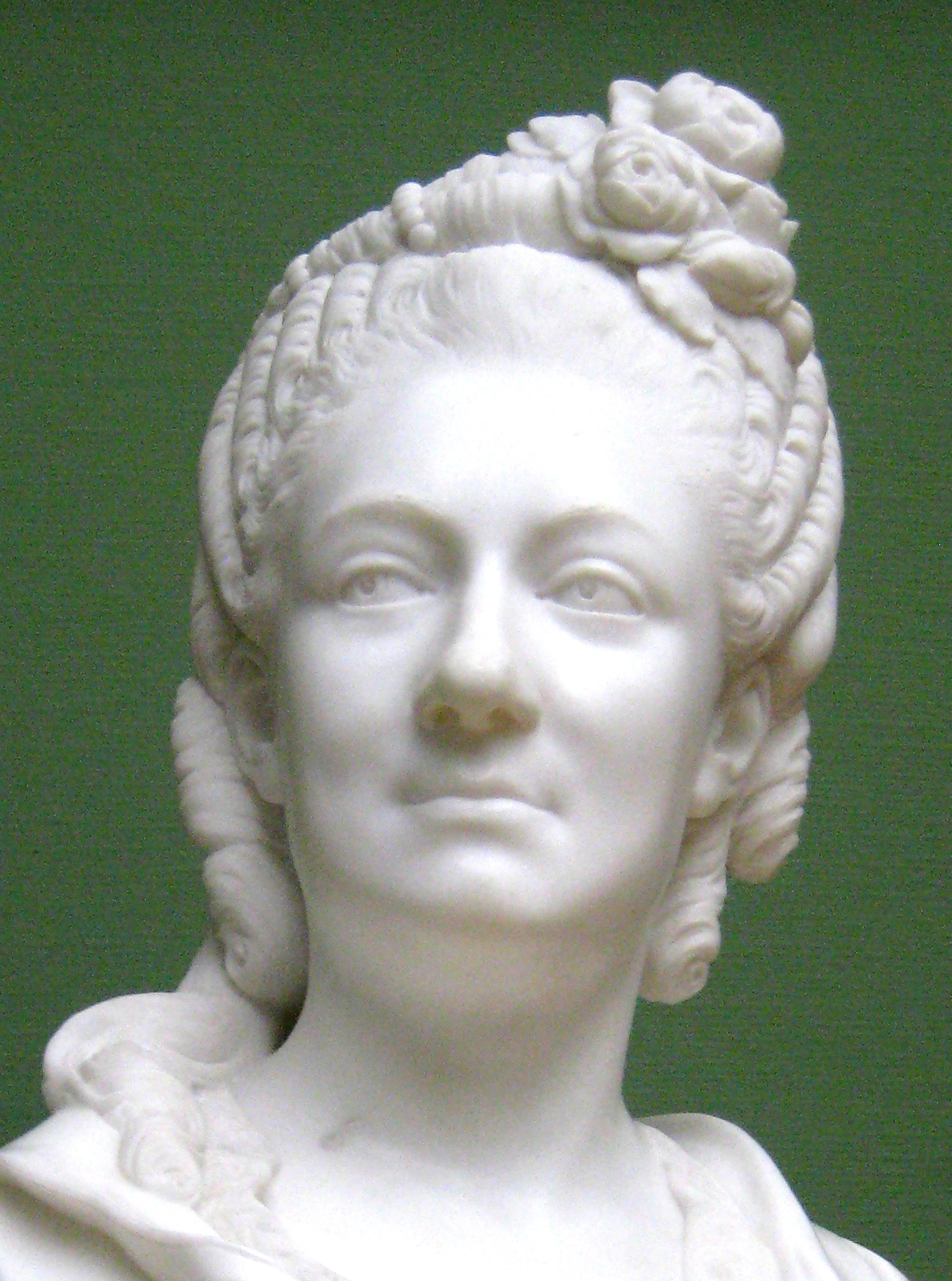
Мария Родионовна Панина, жена (скульптурный портрет Федота Ивановича Шубина)

П. И. Панин выставляется современниками как человек тщеславный и властолюбивый. Он первый ввёл в российскую армию егерей под названием стрелков и лёгкую конную артиллерию; он же написал «полковничью инструкцию», а при осаде Бендер впервые с успехом употребил усиленный горн. Никогда он не заискивал перед фаворитами и единственный из сенаторов позволял себе открыто не соглашаться с Екатериной. Для своего времени он был гуманным человеком: возмущался пытками, произволом помещиков и притеснениями старообрядцев.
В рассуждении частной жизни граф Панин слыл прекрасным семьянином, любящим братом и заботливым отцом. Он был женат дважды:
1. жена с 8 февраля 1747 года Анна Алексеевна Татищева (1729—27.10.1764), фрейлина, дочь петербургского градоначальника Алексея Даниловича Татищева. Венчание происходило в присутствии великокняжеской четы; Анну Алексеевну повели из покоев императрицы, которая «убирала невесту к венцу» и присутствовала на свадебном балу. Анна родила в браке 17 детей, умерших во младенчестве при жизни родителей. Скончалась от скоротечной чахотки и похоронена в Ямской Предтеченской церкви в Петербурге.
2. жена с 29 апреля 1767 года Мария Родионовна Вейдель (1746—23.04.1775), фрейлина, дочь генерал-майора Родиона Кондратьевича фон Вейделя. Пётр Иванович очень любил её и постоянно, даже во время войны, брал её с собой. Умерла при родах пятого ребёнка, только двое из детей пережили отца.
  - Екатерина Петровна (1768—1776)
  - Никита Петрович (1770—1837), дипломат и вице-канцлер.
  - София Петровна (1772—1833), была помолвлена с Дмитрием Александровичем Новосильцевым; после с Дмитрием Фёдоровичем Козловым (ум. 1802), но отвергла этого пожилого жениха и выбрала себе мужа сама. В 1794 году вышла замуж за сенатора Ивана Васильевича Тутолмина (1760—1839).